# 埃尔祖鲁姆省 (奥斯曼帝国)
埃尔祖鲁姆省奥斯曼帝国的一个省，为该国的一级行政区划。该省是奥斯曼帝国占领西亚美尼亚后建立，19世纪时其面积为11,463平方英里（29,690平方）。

## 历史
该省建立于1533年。17世纪初，该省省长阿巴扎·穆罕默德帕夏在邻国伊朗的支持下发动叛乱，此次叛乱直到1628年才结束。该省是1865年最早开始行政区划改革的省份之一，1867年该省正式改组为埃尔祖鲁姆州。

## 行政区划
埃尔祖鲁姆省17世纪时所辖桑贾克：
1. 卡拉希萨尔（谢宾卡拉希萨尔）
2. 凯伊菲（基厄，阿基厄）（英语：Kiğı）
3. 帕辛
4. 伊斯皮尔（英语：İspir）
5. 赫纳斯
6. 馬拉茲吉爾
7. 泰克曼（英语：Tekman）
8. 库祖詹（皮吕米尔）（英语：Pülümür）
9. 托尔图姆（英语：Tortum）
10. 莱任盖尔德（米任盖尔德，穆日泰凯尔德，因卡亚）（英语：İnkaya）
11. 马马尔（马马哈尔，卡拉巴巴）（英语：Arguvan）
12. 埃尔祖鲁姆，省会

埃尔祖鲁姆省19世纪时所辖桑贾克：
1. 埃尔祖鲁姆，省会
2. 凯马赫（英语：Kemah, Erzincan）
3. 马登（英语：Maden, Elazığ）
4. 埃尔津詹
5. 谢宾卡拉希萨尔
6. 居米什哈內